# 安和村
23°30′57.1″N 120°18′40″E / 23.515861°N 120.31111°E
安和村為臺灣嘉義縣新港鄉轄下之行政區，位鄰朴子溪，嘉南大圳是村內農用灌概的主要水源之一，縣道166與縣道157為其對外的主要交通要道，行政區包含17鄰，408戶，1204人(2017年6月統計)，居民務農為生，在多位熱心人士的努力，整合村內景觀資源，朝觀光景點邁進。

## 地理
安和村位於嘉義縣新港鄉的西南偶，東鄰嘉義縣新港鄉溪北村，北鄰嘉義縣新港鄉潭大村，西鄰六腳鄉雙涵村，南鄰太保市田尾里，縣道166與縣道157為安和村對外的主要交通要道。

## 聚落歷史
安和村舊稱「番婆」 ，是由三個部落所組成，分別是番婆、新部落及廍後。 番婆地名由來有二說，一為平埔族聚集地，先民至此開墾，驅離原住民，留下為數不少之平埔族女子通婚而得名。另一說法是昔時男人下田耕作，安和婦女為保護自己家園，奮力擊退盜匪，有如番女英勇而得名。
1693（康熙32年）年此聚落已形成，當時名為番婆庄；在日治初期，則稱此地為安和。
「新部落」地區，由同種族人群居，平日喜歡群聚在一起，因是新興部落故稱「新部落」，生活起居與毗鄰六腳鄉埤頭村形態相同，外地名亦稱新部落為「埤頭」。
安和村歷任村長與任期 (資料來源：新港鄉公所)
| 屆別 | 姓名   | 任期                | 備註 |
| ---- | ------ | ------------------- | ---- |
| 1    | 吳泉   | 35.02－37.04.14     |      |
| 2    | 吳泉   | 37.04.15－39.09.13  |      |
| 3    | 吳泉   | 39.09.14－41.12.24  |      |
| 4    | 莊慶華 | 41.12.25－44.05.31  |      |
| 5    | 莊慶華 | 44.06.01－47.05.31  |      |
| 6    | 吳傳旺 | 47.06.01－50.05.31  |      |
| 7    | 莊慶華 | 50.06.01－54.05.31  |      |
| 8    | 莊慶華 | 54.06.01－58.05.31  |      |
| 9    | 莊慶華 | 58.06.01－62.10.31  |      |
| 10   | 吳景松 | 62.11.01－67.07.31  |      |
| 11   | 陳土林 | 67.08.01－71.07.31  |      |
| 12   | 陳土林 | 71.08.01－75.07.31  |      |
| 13   | 吳灑泓 | 75.08.01－79.07.31  |      |
| 14   | 吳灑泓 | 79.08.01－83.07.31  |      |
| 15   | 吳清埤 | 83.08.01－87.07.31  |      |
| 16   | 吳清埤 | 87.08.01－91.07.31  |      |
| 17   | 吳清埤 | 91.08.01－95.07.31  |      |
| 18   | 吳清埤 | 95.08.01－99.07.31  |      |
| 19   | 吳清埤 | 99.08.01－103.12.24 |      |
| 20   | 陳利生 | 103.12.25-107.12.24 |      |

## 教育
- 嘉義縣安和國民小學：設立於1954年9月，時稱「月眉國民學校安和分班」。1956年9月分校成立改稱為「月眉國民學校安和分校」。1958年8月發動捐資，新買校址於安和村46號，奠定基礎。1963年9月獨立為安和國民學校，蕭文淵先生為第一任校長，當時編制六班。[3]

## 文化資源與資產
- 安和宮：位於嘉義縣新港鄉安和村番婆111號，牛稠溪洪水氾濫，有一香木漂流到安和村境內，據傳夜間會顯露天上聖母靈光，居民雕塑為一座金身，並蓋安和宮奉祀村民供奉天上聖母及太子爺之處，也是村民精神寄託所在。[4]

- 法海淨寺：位於嘉義縣新港鄉安和村番婆123之3號，1996年由真智法師，俗名陳秀萊(生於1958年)與其師兄共同創建，法海淨寺的年度法會約在農曆四月初八的浴佛節，是一靜修的道場。[4]

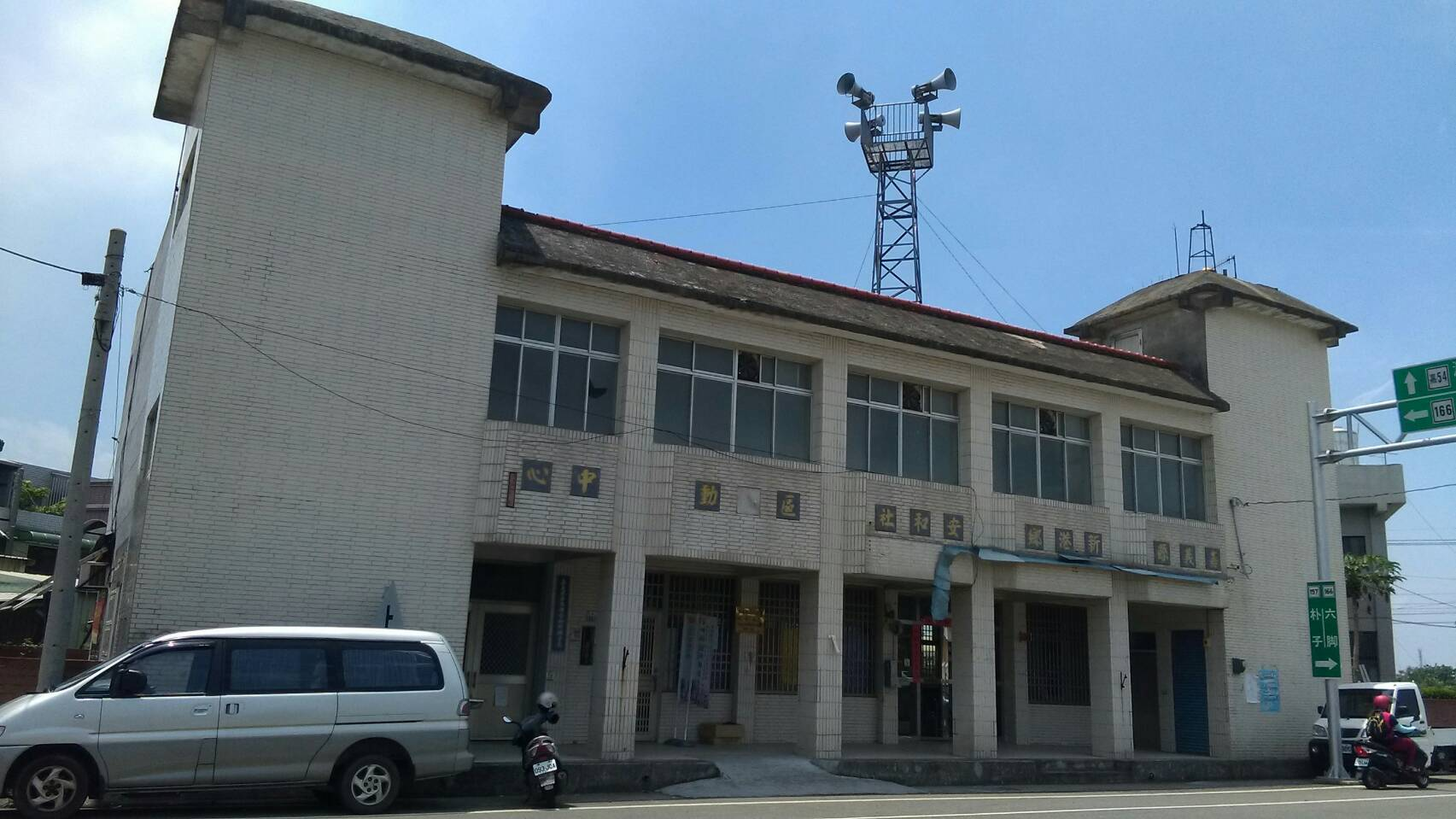
新港鄉安和活動中心

- 安和社區活動中心：位於嘉義縣新港鄉安和村番婆16鄰16之1號，位於縣道157線與安和派出所隔壁，原為平房，當時規劃為二層樓建築，外觀在當時頗為華麗，安和社區曾於1979年榮獲全省社區競賽金馬獎。[4]

## 景點
- 王得祿墓：當地稱作「將軍墓」，位於新港鄉安和村與六腳鄉雙涵村交界處，土地重劃後，被列入六腳鄉，此墓為國定古蹟[1]。
- 興農牧場：1968年陳土林家族創業所設立飼養豬之場所[1]。

## 其他特色
花海：阪田種子公司指定嘉義縣新港鄉安和村為種子採種來源之一，專門外銷的種子育種企業，花卉種類甚多，有向日葵、波斯菊、小雛菊、圓仔花、一串紅、金盞花…等。

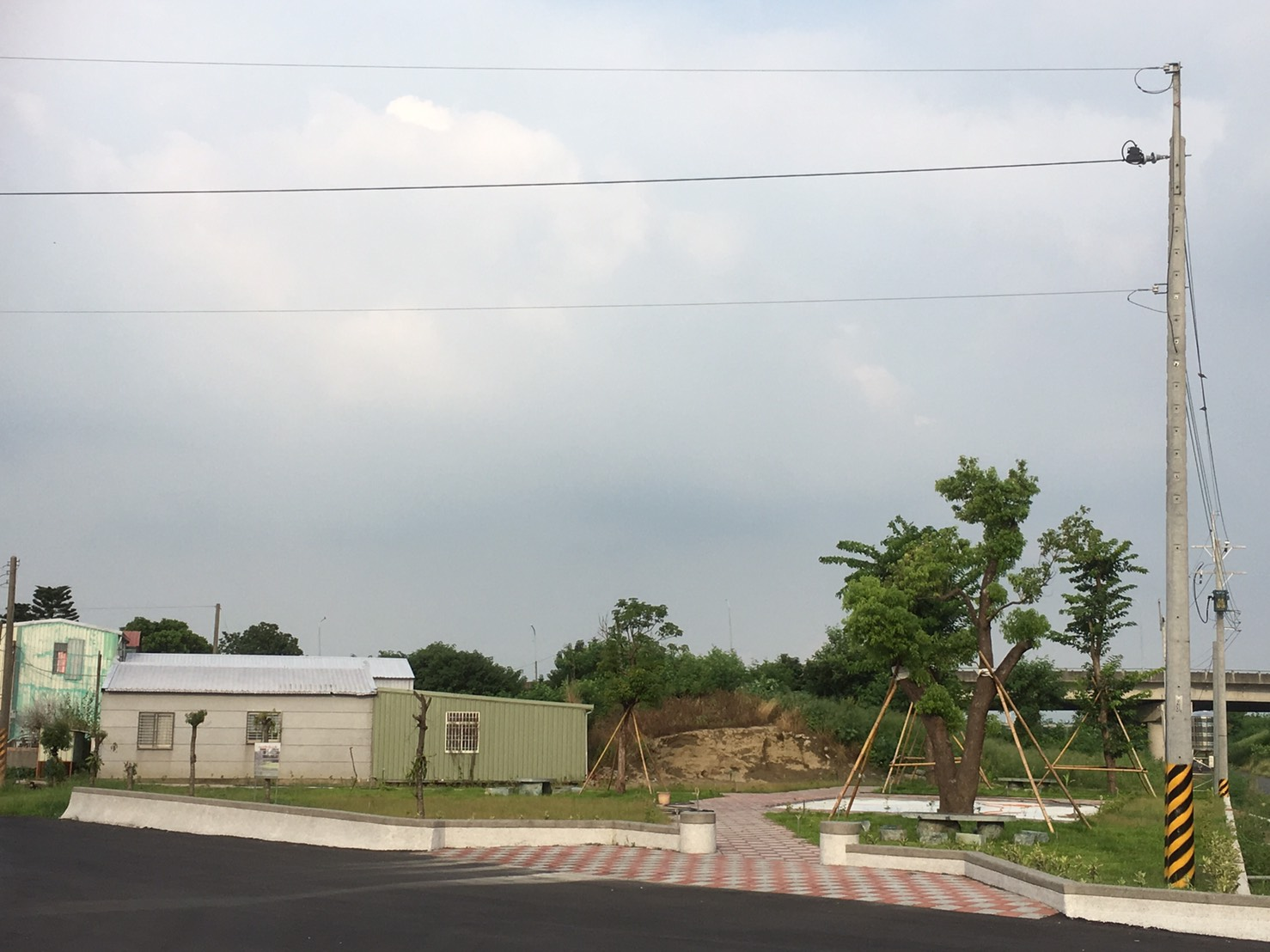
新港鄉安和村-社區公園

安和社區公園：已於2017年初開始動工，目前已具雛型，陸續種植中，預計2017年底完工。此社區公園主要是由在地熱心公益、回饋鄉里的旅居在外鄉親-雄仁企業有限公司負責人陳文和先生、立君螺絲公司董事長鄭添溫先生和石松齒模公司負責人陳良才先生......等人的大力捐資；陳利生村長及社區發展協會理事長吳崑崗先生，為提升居民生活品質，加強社區照護功能，積極建置村內硬體設備，更在村民們共同努力下興建而成。

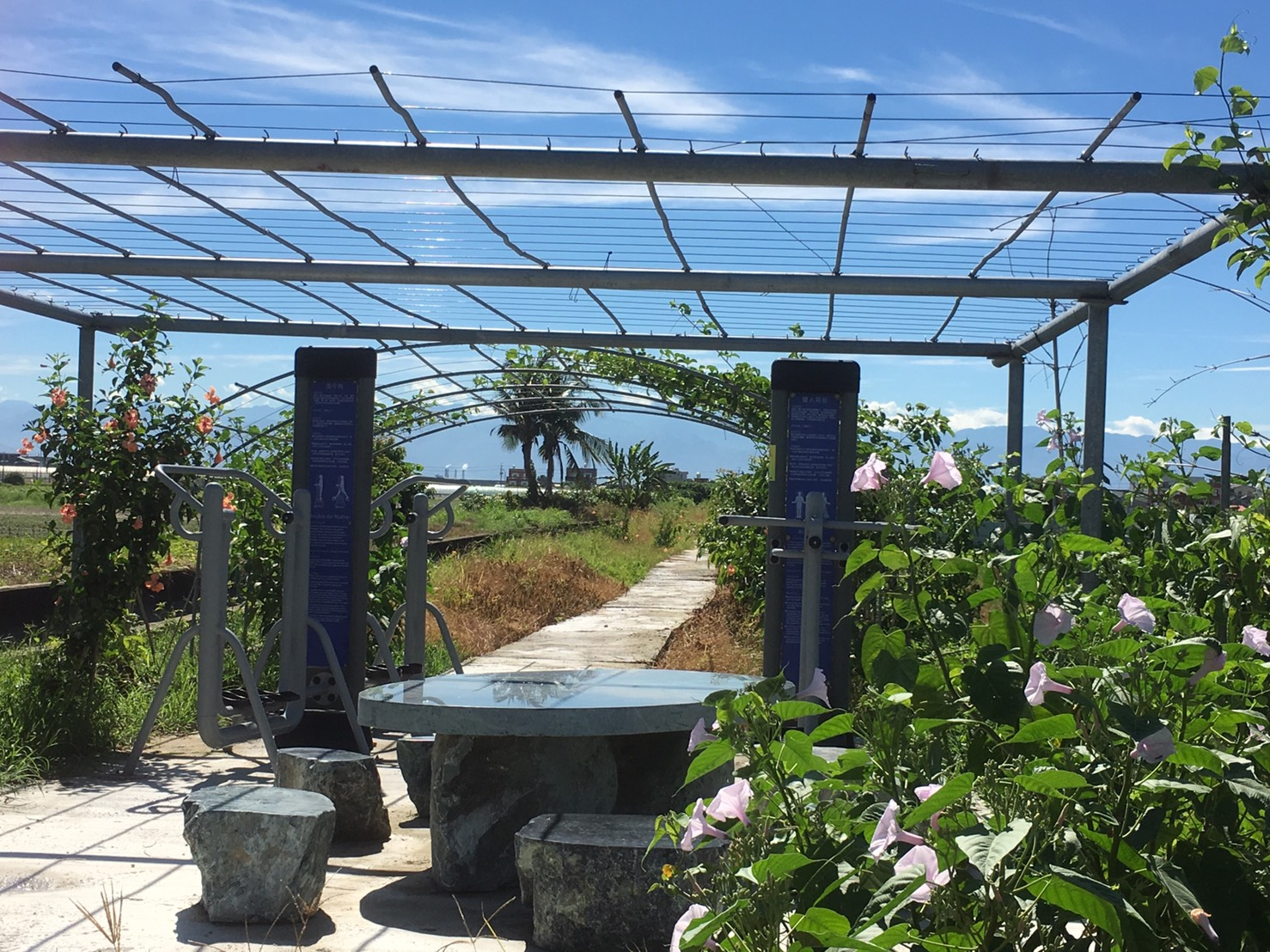
新港鄉安和村-水岸步道

水岸步道：此步道原為嘉南大圳護堤，因雜草叢生有礙觀瞻，經旅居在外的鄉親—吳景橿先生的提議與經費贊助下，大家共襄盛舉，鋪設走道，走道兩旁種植桂花與洋紅風鈴木，且廣種果樹，果樹成熟時可任君採擷，搭設棚架種植百香果，棚架下擺設石桌石椅及健身器材，提供村民賞花、散步、健走、健身、運動、聊天……多功能的場域，身歷其中，有『風鈴半步響、桂花一路香』的詩意。

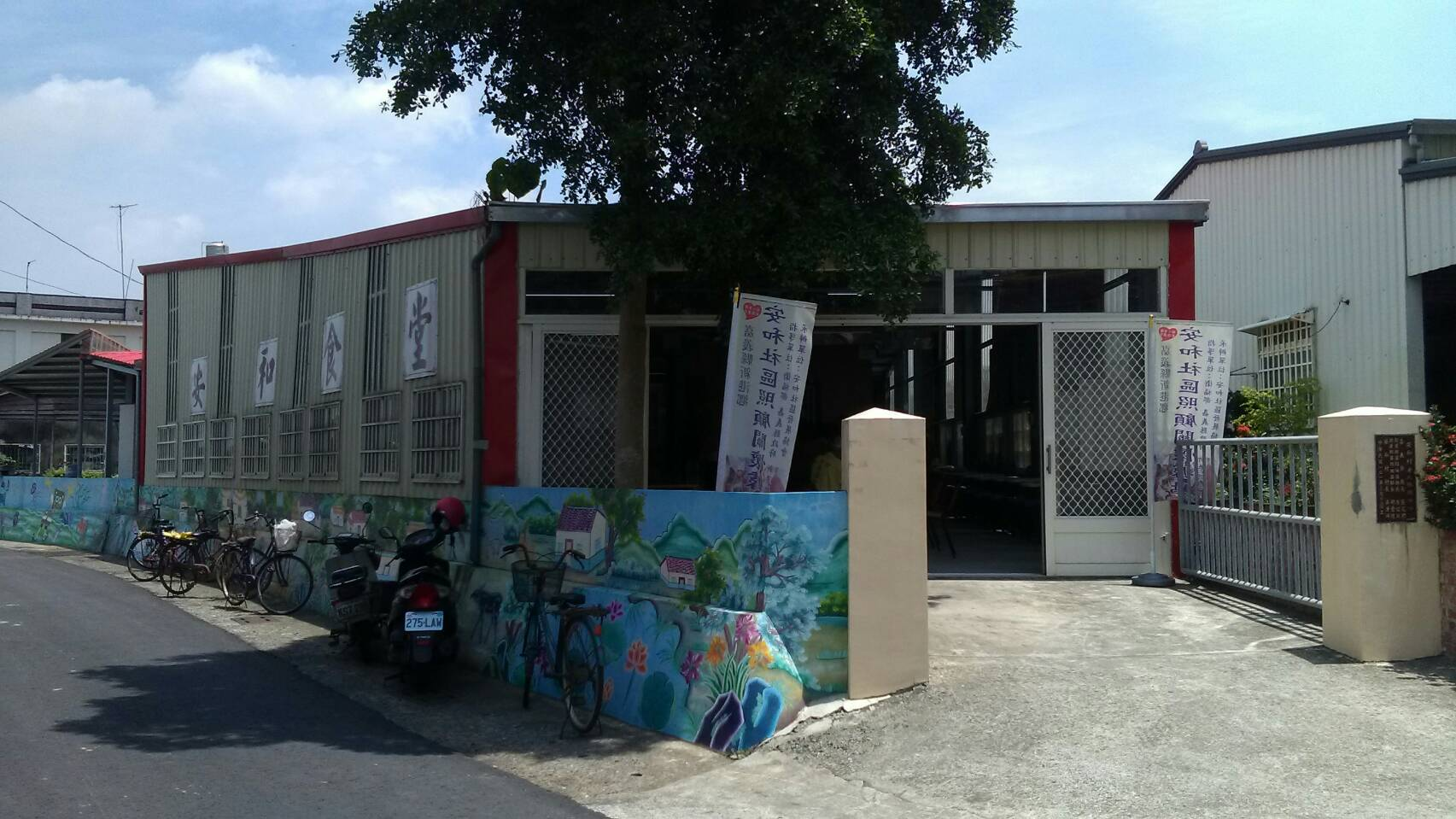
嘉義縣新港鄉安和食堂

安和食堂：有鑑於高齡老化的時代問題，在熱心人士的經營下，有了安和食堂，每週四會提供中餐給村裡的弱勢族群，更有效運用人力、物力與資金，共同為照護弱勢(身障、老人、單親…等)，解決地方問題而努力。

## 外部連結
- 嘉義縣安和國民小學 （页面存档备份，存于）